# Стан спокою

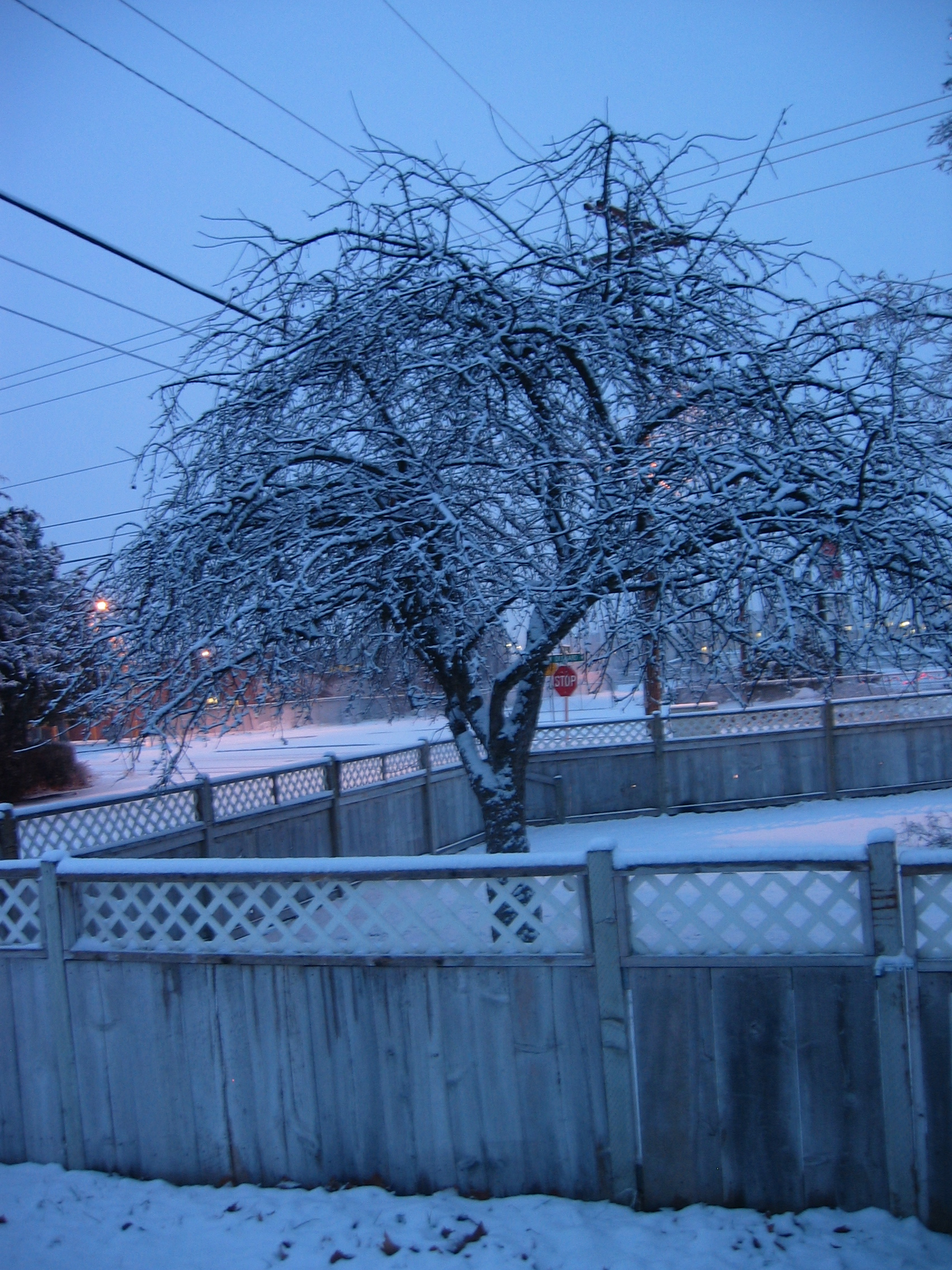
Під час зимового спокою, у рослин метаболізм практично зупиняється через низькі температури, що уповільнює хімічну активність

Стан спокою або гіпобіоз — стан зниженої функціональної активності живих організмів, зумовлений факторами середовища (низькою й високою температурою, відсутністю вологи тощо), при зберіганні їхньої високої життєздатності. Після відновлення нормальних умов для існування організмів поновлюється активна діяльність усіх його функціональних систем.
Ці адаптаційні пристосування до умов навколишнього середовища рослин і тварин, закладені в анатомо-фізіологічній, молекулярно-генетичній і біохімічній особливостях будови. Поняття гіпобіоз застосовують як узагальнюючий термін щодо таких явищ, як гіпотермія, сплячка, діапауза тощо. Глибокий гіпобіоз може перейти в анабіоз. Розрізняють природний гіпобіоз — стан, що спостерігається при певних умовах у різноманітних тварин і штучний — застосовують в експериментальній біології та різноманітних областях хірургії.

## Тварини

### Діапауза
Діапауза є інтелектуальною стратегією, яка зумовлена генотипом тварин. Діапаузи є поширеним явищем серед комах, що дозволяє їм призупинити розвиток між осінню і весною. У ссавців, таких як сарна, спостерігається ембріональна діапауза, при якій затримка в часі прикріплення ембріона до матки гарантує, що потомство народиться навесні, коли умови є найсприятливішими[джерело?].

### Літня сплячка
Літня сплячка є прикладом непрямого спокою у відповідь на дуже спекотні або сухі умови. Це явище поширене в безхребетних (садові равлики та черв'яки), але також зустрічається і в інших тварин, таких як дводишні.
Зі зниженням вологості ґрунту дощові черви переходять в стан гіпобіозу, який проявляється у зниженні метаболічних процесів, побудові діапаузних камер та виведенні з травного тракту його вмісту (хімусу).